# Kumari Kandam

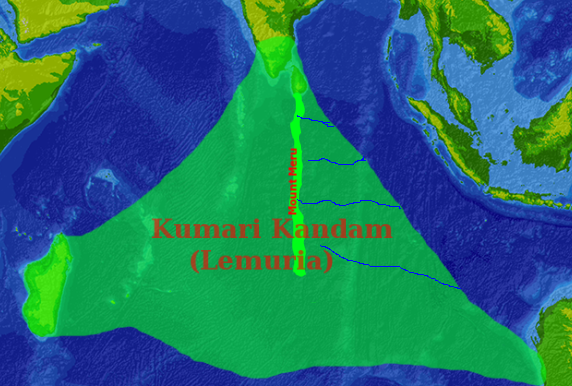
Kumari Kandam jako Lemurie

Kumari Kandam (tamilsky குமரிக்கண்டம் Kumarikkaṇṭam, jindy také Kumarikhandam nebo Kumai Nadu) je název legendárního potopeného ostrova nebo kontinentu podle prastaré tamilské literatury. Údajně se nacházela v Indickém oceánu jižně od Kannijákumari, jižního cípu Indie. Na přelomu 20. století tamilští nacionalisté ztotožnili Kumari Kandam s bájnou Lemurií, čímž se stala „kolébkou lidstva“, ve které se nacházel původ všech lidských jazyků, obzvláště tamilštiny. Na počátku 20. století dravidologista Devaneya Pavanar označil všechny ostatní jazyky na zemi jako poškozené dialekty tamilštiny. 
Přesné hranice nejsou známy, ani se neví, zda byla pevnina propojena s Indií či nikoliv, je ale jisté, že na se území rozkládala Srí Lanka i Maledivy a možná se táhlo k Austrálii a jihovýchodní Asii. Během poslední doby ledové byla velká část indického pevninského šelfu nad úrovní tehdejší hladiny moře, vědci se proto domnívají, že se lidé nejdříve usadili na této části pobřeží. Po oteplení naší planety byla tato země zaplavena mořem, což by podporovalo názor, že tato legendární země skutečně mohla existovat.
Zmínky o Kumari Kandam se také nacházejí v starotamilské literatuře, v tamilských sangamech. Podle drávídských legend se Drávidové přestěhovali na sever, protože jejich původní země, kterou nazývají Kumari Kandam, byla zatopena. Vědci ale předpokládají, že Drávidové přišli na jih ze severu, odkud je vytlačili Árjové. Podle Tamilů existovaly tři sangamy, z nichž jeden byl uschován na hoře Mahedra. Kvůli potopám se ale musel třikrát přemístit, nakonec však byl zatopen celý Kumari Kandam a sangam skončil v Murdaji, městě v jižní Indii. Samotná Murdaj byla prý založena uprchlíky z této potopené země, dnes se jedná o jedno z nejstarších indických měst (oficiálně je více než 2 500 let stará).